# Corixopsis
Corixopsis is een geslacht van wantsen uit de familie van de Corixidae (Duikerwantsen). Het geslacht werd voor het eerst wetenschappelijk beschreven door Hong & Wang in 1990.

## Soorten
Het genus is monotypisch en bevat alleen de volgende soort:

- Corixopsis tuanwangensis Hong & Wang, 1990